# Magazyn gazu ziemnego

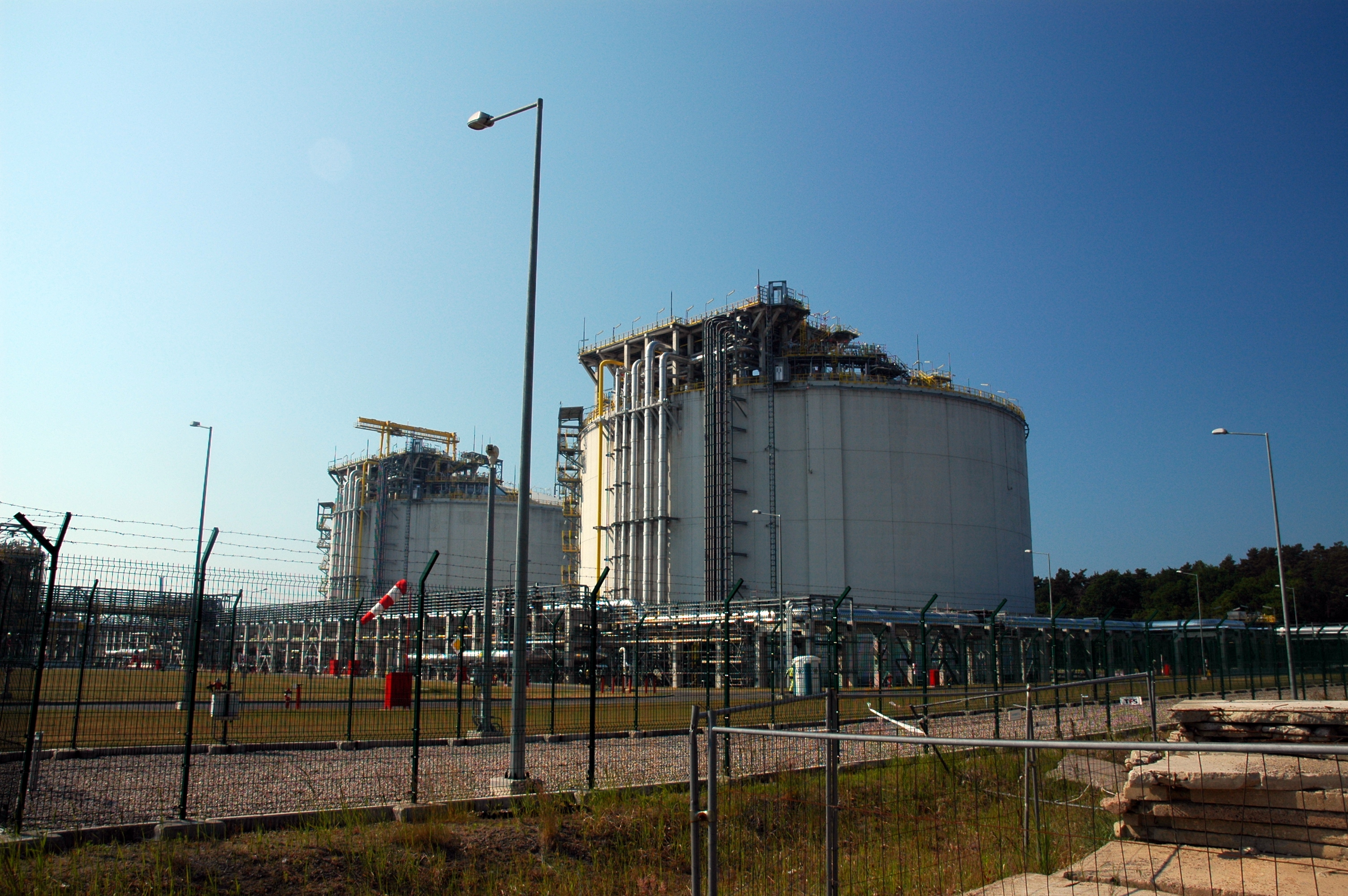
Magazyn gazu ziemnego

Magazyn gazu ziemnego – instalacja służąca do przechowywania paliwa gazowego, wraz z urządzeniami do zatłaczania i odbioru gazu ziemnego, redukcji ciśnienia, pomiarów oraz osuszania i podgrzewania gazu ziemnego. Może mieć różne postacie: zbiornika ciśnieniowego, kriogenicznego lub podziemnego bezzbiornikowego magazynu.